# Mellicta flavoelongata
Mellicta flavoelongata är en fjärilsart som beskrevs av Marcel Caruel 1944. Mellicta flavoelongata ingår i släktet Mellicta och familjen praktfjärilar. Inga underarter finns listade i Catalogue of Life.